# The Four Preps
The Four Preps war eine amerikanische Gesangsgruppe, die von Mitte der 1950er- bis Mitte der 1960er-Jahre mit insgesamt zwölf ihrer Singles in die US-Charts einstieg.

## Bandgeschichte
Das Quartett besuchte gemeinsam die Highschool in Hollywood, Kalifornien und sang dort auch gemeinsam im Schulchor. Bald traten die Sänger regelmäßig bei Tanzveranstaltungen etc. auf. 1956 machte ein Freund bei einer solchen Veranstaltung heimlich eine Tonaufnahme und schickte sie, ohne dass die anderen etwas davon ahnten, an eine Plattenfirma. Daraufhin erhielt die Band einen Vertrag.
Im gleichen Jahr wurde die erste Single Dream Eyes veröffentlicht, die in die Billboard Hot 100 einstieg und es bis auf Platz 56 schaffte. Der endgültige Durchbruch gelang über ein Jahr später, als die Single 26 Miles (Santa Catalina) hohe Top-10-Platzierungen in den US-Single-Charts und den R&B-Charts erklomm. Mit Big Man folgte 1958 die insgesamt erfolgreichste Single der Band, die nicht nur in den Hot 100 und den R&B-Charts in die Top 10 kletterte, sondern auch im Vereinigten Königreich bis auf Platz 2 der Hitliste vorrückte. Es folgte daraufhin auch ein Engagement für den Film April entdeckt die Männer.
Bis 1964 platzierte sich neun weitere Singles in den US-Charts, von denen Lazy Summer Night (1958), Down by the Station (1960) und Calcutta (1961) die besten Ränge erreichten.
Später bildete Bruce Belland gemeinsam mit Dave Somerville, der früher bei The Diamonds war, ein Gesangsduo. Glen A. Larson wurde ein bekannter Autor, Filmproduzent und Komponist. Belland ist der Vater von Tracey Bryn und Melissa Brooke Belland, die Ende der 1980er-Jahre die Band Voice of the Beehive gründeten. David Somerville starb 2015 an Prostatakrebs.

## Besetzung
Gründungsmitglieder
- Bruce G. Belland – Leadgesang
- Glen Albert Larson (* 3. Januar 1937; † 14. November 2014) – Bass
- Ed Cobb (eigentlich Edward C. Cobb; † 19. September 1999) – Bariton
- Marv Ingram (eigentlich Marvin Inabnett; † 7. März 1999) – Tenor

Spätere Mitglieder
- David Somerville (* 2. Oktober 1933 in Guelph, Ontario, Kanada; † 14. Juli 2015 in Santa Barbara, Kalifornien) – Gesang

## Diskografie

### Studioalben
| Jahr | Titel Musiklabel                      | Höchstplatzierung, Gesamtwochen, AuszeichnungChartplatzierungen (Jahr, Titel, Musiklabel, Platzierungen, Wochen, Auszeichnungen, Anmerkungen) | Höchstplatzierung, Gesamtwochen, AuszeichnungChartplatzierungen (Jahr, Titel, Musiklabel, Platzierungen, Wochen, Auszeichnungen, Anmerkungen) | Anmerkungen                                               |
| Jahr | Titel Musiklabel                      | UK | US | Anmerkungen                                               |
| ---- | ------------------------------------- | --- | --- | --------------------------------------------------------- |
| 1961 | The Four Preps on Campus Capitol 1566 | — | US8 (26 Wo.)US | Live, Erstveröffentlichung: 1961 Produzent: Voyle Gilmore |
| 1962 | Campus Encore Capitol 1647            | — | US40 (17 Wo.)US | Live, Erstveröffentlichung: 1962 Produzent: Voyle Gilmore |

Weitere Studioalben
- 1958: The Four Preps (Capitol 994)
- 1958: The Things We Did Last Summer (Capitol 1090)
- 1959: Dancing and Dreaming (Capitol 1216)
- 1960: Down by the Station / Early in the Morning (Capitol 1291)
- 1960: The Four Preps on Campus (andere Trackliste als das gleichnamige Album von 1961; Capitol 1291)
- 1963: Campus Confidential (Capitol 1814)
- 1963: Songs for a Campus Party (Capitol 1976)
- 1964: How to Succeed in Love (Capitol 2169)

### Kompilationen
- 1965: The Best of the Four Preps
- 1989: The Capitol Collector’s Series
- 1990: Stop! Baby
- 1997: Back 2 Back Hits (Splitalbum mit The Lettermen)

### Singles
| Jahr | Titel Album                                                        | Höchstplatzierung, Gesamtwochen, AuszeichnungChartplatzierungen (Jahr, Titel, Album, Platzierungen, Wochen, Auszeichnungen, Anmerkungen) | Höchstplatzierung, Gesamtwochen, AuszeichnungChartplatzierungen (Jahr, Titel, Album, Platzierungen, Wochen, Auszeichnungen, Anmerkungen) | Höchstplatzierung, Gesamtwochen, AuszeichnungChartplatzierungen (Jahr, Titel, Album, Platzierungen, Wochen, Auszeichnungen, Anmerkungen) | Anmerkungen                                                                                             |
| Jahr | Titel Album                                                        | UK | US | R&B | Anmerkungen                                                                                             |
| ---- | ------------------------------------------------------------------ | --- | --- | --- | --- |
| 1956 | Dreamy Eyes The Four Preps                                         | — | US56 (12 Wo.)US | — | Erstveröffentlichung: 29. Oktober 1956 Autoren: Bebe Blake, Jack Hoffman Original: The Youngsters, 1956 |
| 1958 | 26 Miles (Santa Catalina) The Four Preps on Campus (1960)          | — | US4 (20 Wo.)US | R&B6 (8 Wo.)R&B | Erstveröffentlichung: 2. Dezember 1957 Autoren: Glen A. Larson, Bruce Belland                           |
| 1958 | Big Man The Four Preps on Campus (1960)                            | UK2 (14 Wo.)UK | US5 (14 Wo.)US | R&B9 (9 Wo.)R&B | Erstveröffentlichung: 14. April 1958 Autoren: Glen A. Larson, Bruce Belland                             |
| 1958 | Lazy Summer Night The Four Preps on Campus (1960)                  | — | US21 (10 Wo.)US | — | Erstveröffentlichung: 28. Juli 1958 Autor: Harold Spina                                                 |
| 1958 | Cinderella The Four Preps on Campus (1960)                         | — | US69 (7 Wo.)US | — | Erstveröffentlichung: Oktober 1958 Autoren: Glen A. Larson, Bruce Belland                               |
| 1959 | I Ain’t Never Down by the Station                                  | — | US79 (2 Wo.)US | — | Erstveröffentlichung: Juli 1959 Autoren: Webb Pierce, Mel Tillis Original: Webb Pierce, 1959            |
| 1959 | Down by the Station                                                | — | US13 (15 Wo.)US | — | Erstveröffentlichung: November 1959 Autoren: Glen A. Larson, Bruce Belland                              |
| 1960 | Got a Girl The Four Preps on Campus (1961)                         | UK28 (7 Wo.)UK | US24 (10 Wo.)US | — | Erstveröffentlichung: März 1960 Autoren: Glen A. Larson, Bruce Belland                                  |
| 1961 | Calcutta –                                                         | — | US96 (2 Wo.)US | — | Erstveröffentlichung: Januar 1961 Autor: Heino Gaze Original: Ricardo Santos – Tivoli-Melodie, 1958     |
| 1961 | More Money for You and Me (Medley) The Four Preps on Campus (1961) | UK39 (2 Wo.)UK | US17 (11 Wo.)US | — | Erstveröffentlichung: 17. Juli 1961 Arrangeur: Lincoln Mayorga                                          |
| 1962 | The Big Draft (Medley) Campus Encore                               | — | US61 (6 Wo.)US | — | Erstveröffentlichung: März 1962 Arrangeur: Lincoln Mayorga                                              |
| 1964 | A Letter to the Beatles –                                          | — | US85 (3 Wo.)US | — | Erstveröffentlichung: 9. März 1964 Autoren: Glen A. Larson, Bruce Belland, Ivan Ulz                     |

Weitere Singles
- 1957: Moonstruck in Madrid
- 1957: Falling Star
- 1957: Promise Me Baby
- 1957: I Cried a Million Tears
- 1957: Band of Angels (mit Lou Busch and His Orchestra)
- 1959: She Was Five and He Was Ten
- 1959: Big Surprise
- 1960: Sentimental Kid
- 1960: Kaw-Liga
- 1960: I’ve A’ready Started In
- 1961: White Silver Sands
- 1961: Dream Boy, Dream
- 1961: Once Around the Block
- 1962: Good Night Sweetheart
- 1963: Charmaine
- 1963: Oh Where, Oh Where
- 1963: I’m Falling in Love with a Girl (I Shouldn’t Fall in Love With)
- 1964: My Love, My Love
- 1964: I’ve Known You All My Life
- 1964: The Girl Without a Top
- 1965: I’ll Set My Love to Music
- 1965: I’ll Never Be the Same
- 1966: Something to Remember You By
- 1966: Let’s Call It a Day Girl
- 1967: Love of the Common People
- 1967: Draftdodger Rag